# Манчестер (округа)
Манчестер (англ. Manchester Parish, ям. креол Manchesta Parish) — округа (парафія), розташована в південній частині острова Ямайка. Входить до складу неофіційного графства Мідлсекс. На сході межує з округою Кларендон, на півночі — з округою Трелоні, на заході — з округою Сент-Елізабет.
Столиця — містечко Мендвіл.
Інші важливі поселення округи: Кристіана, Порус.

## Географія
Округа представлена великою різноманітністю клімату, рослинності та краєвидів. Тут розташовані три гірських хребти: гори Карпентерс, гори Мей-Дей і гори Дон-Фігуеро. Найвища точка — 2770 футів (840 м) над рівнем моря в горах Карпентерс.
В окрузі немає річок, тому її південні райони часто страждають від посухи.

### Печери
Понад 90 % поверхні округи становлять вапняки, внаслідок чого тут є багато розломів, печер та підземних ходів.
- Печера Гурі, неподалік Крістіани, є найдовшою з більш ніж 100 печер в окрузі, а також найдовшою відомою печерою на Ямайці (3505 м).[2]
- Печера Смокі Голл, в Крос Кейс, є найглибшою відомою печерою на острові (194 м).[3]
- Оксфордська печера, неподалік Охтембідді, в північно-західній частині округи, є ще одним з основних спелеологічних об'єктів, що знаходяться в Манчестері, і було визнано місцем проживання тепер, можливо, вимерлого виду кажанів Phyllonycteris aphylla.[4]

## Промисловість
В Манчестері розробляються значні родовища бокситів, внаслідок чого частина території округи була затоплена.
Гірський рельєф округи унеможливлює широкомасштабне вирощування таких культур, як цукрова тростина, яка вимагає великих площ землі. Вирощуються банани, кава, пінето, апельсини і тангор.

## Персоналії
- Менлі Норман — один з семи Національних Героїв Ямайки (1969).